# Tour de l'Ain
El Tour de l'Ain és una cursa ciclista francesa que es disputa anualment al departament de l'Ain a mitjans d'agost. Creada el 1989, fou la continuació del Premi de l'Amistat. Des del 2008 forma part de l'UCI Europa Tour, amb una categoria 2.1.
Fins al 1992 la cursa fou reservada a ciclistes amateurs, obrint-se als professionals l'any següent. El primer vencedor fou Serge Pires-Léal i fins a l'actualitat cap ciclista l'ha guanyat en més d'una ocasió.

## Palmarès
| Any  | Vencedor               | Segon                  | Tercer                 |
| ---- | ---------------------- | ---------------------- | ---------------------- |
| 1989 | Serge Pires-Leal       |                        |                        |
| 1990 | Denis Moretti          | Patrick Vallet         | Andrzej Sypytkowski    |
| 1991 | Éric Drubay            |                        |                        |
| 1992 | Denis Leproux          | Jean-Luc Jonrond       | Thomas Bay             |
| 1993 | Emmanuel Magnien       | Pascal Hervé           | Marc Thévenin          |
| 1994 | Lylian Lebreton        | Gilles Delion          | Jean-Christophe Currit |
| 1995 | Emmanuel Hubert        | Christophe Moreau      | Christophe Agnolutto   |
| 1996 | David Delrieu          | Jean-Luc Masdupuy      | Christophe Rinero      |
| 1997 | Bobby Julich           | Fabrice Gougot         | Yvon Ledanois          |
| 1998 | Cristian Gasperoni     | Alessio Galletti       | Vincent Cali           |
| 1999 | Grzegorz Gwiazdowski   | Christopher Jenner     | Maurizio De Pasquale   |
| 2000 | Serguei Iàkovlev       | Thierry Loder          | Christopher Jenner     |
| 2001 | Ivailo Gabrovski       | David Delrieu          | Christophe Oriol       |
| 2002 | Christophe Oriol       | Richard Virenque       | Ludovic Turpin         |
| 2003 | Axel Merckx            | Samuel Dumoulin        | Jérôme Pineau          |
| 2004 | Jérôme Pineau          | Leif Hoste             | Jurgen Van Goolen      |
| 2005 | Carl Naibo             | Ludovic Turpin         | Samuel Plouhinec       |
| 2006 | Cyril Dessel           | Noan Lelarge           | Xavier Florencio Cabré |
| 2007 | John Gadret            | Ludovic Turpin         | Bauke Mollema          |
| 2008 | Linus Gerdemann        | David Moncoutié        | Stéphane Goubert       |
| 2009 | Rein Taaramäe          | Christopher Horner     | David Moncoutié        |
| 2010 | Haimar Zubeldia Agirre | Wout Poels             | David Moncoutié        |
| 2011 | David Moncoutié        | Wout Poels             | Leopold König          |
| 2012 | Andrew Talansky        | Sergio Pardilla Bellón | Daniel Navarro García  |
| 2013 | Romain Bardet          | Luis León Sánchez Gil  | John Gadret            |
| 2014 | Bert-Jan Lindeman      | Romain Bardet          | Daniel Martin          |
| 2015 | Alexandre Geniez       | Florian Vachon         | Pierre Latour          |
| 2016 | Sam Oomen              | Bart De Clercq         | Pierre Latour          |
| 2017 | Thibaut Pinot          | David Gaudu            | Alexandre Geniez       |
| 2018 | Arthur Vichot          | Nicolas Edet           | Rein Taaramäe          |
| 2019 | Thibaut Pinot          | Mathias Frank          | Rein Taaramäe          |
| 2020 | Primož Roglič          | Egan Bernal Gómez      | Nairo Quintana Rojas   |
| 2021 | Michael Storer         | Harm Vanhoucke         | Matteo Badilatti       |
| 2022 | Guillaume Martin       | Mattias Skjelmose      | Rudy Molard            |
| 2023 | Michael Storer         | Kenny Elissonde        | Nicolas Prodhomme      |
| 2024 | Alexander Cepeda       | Rémi Capron            | Stefano Oldani         |
| 2025 |                        |                        |                        |